# Cynoglottis serpentinicola
Cynoglottis serpentinicola är en strävbladig växtart som först beskrevs av Karl Heinz Rechinger, och fick sitt nu gällande namn av J. Holub. Cynoglottis serpentinicola ingår i släktet turkoxtungor, och familjen strävbladiga växter. Inga underarter finns listade i Catalogue of Life.